# ژورنال انجمن موسیقی‌شناسی آمریکا
ژورنال انجمن موسیقی‌شناسی آمریکا (انگلیسی: Journal of the American Musicological Society) یک ژورنال دانشگاهی داوری‌شده موسیقی و ژورنال علمی رسمی انجمن موسیقی‌شناسی آمریکا است. این ژورنال را انتشارات دانشگاه کالیفرنیا چاپ می‌کند و تمامی جنبه‌های موسیقی‌شناسی را تحت پوشش دارد.